# 卡鲁塞尔凯旋门

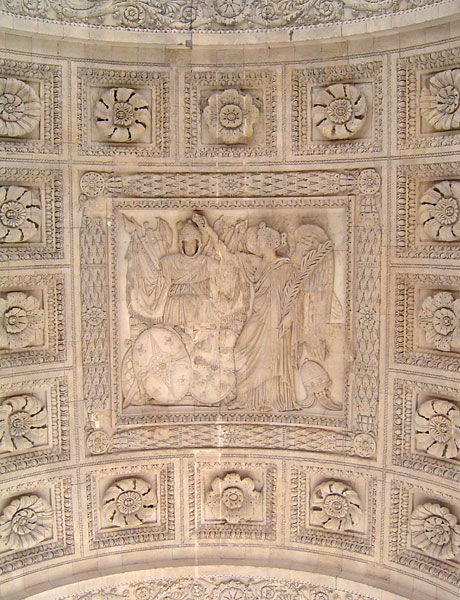
正门下方的浮雕

卡鲁塞尔凯旋门（Arc de Triomphe du Carrousel），又称巴黎小凯旋门，是法国巴黎的一座凯旋门，位于卢浮宫范围内的卡鲁塞尔广场，卡鲁塞尔凱旋門建於1806年到1808年間，做為杜樂麗宮（Palais des Tuileries）的入口。隨著宮殿的消失，卡鲁塞尔凱旋門變成卡鲁塞尔廣場的主要標誌。它在1806年被委任建造用來紀念拿破崙前一年的軍事勝利（奥斯特利茨战役）。更為著名的大凱旋門也於同一年設計，但它花了三十年去完成建造，而且大約是其兩倍大。
卡鲁塞尔凯旋门高19米，宽23米，厚7米。中央拱门高6米，两侧较小的拱门高4米，其外部有8根科林斯花岗岩圆柱，顶部是8位帝国士兵。
玫瑰色大理石的浅浮雕表现了拿破仑的外交和军事胜利，描绘《普雷斯堡和约》、拿破仑进入慕尼黑、拿破仑进入维也纳、奥斯特利茨战役、提爾西特條約和乌尔姆投降等场景。